# Microrregión de São Mateus
La microrregión de São Mateus es una de las microrregiones del estado brasileño de Espírito Santo perteneciente a la mesorregión Litoral Norte Espírito-Santense. Su población fue estimada en 2006 por el IBGE en 176 355 habitantes y está dividida en cuatro municipios. Posee un área total de 4621,693 km².

## Municipios
- Concepción de la Barra
- Jaguaré
- Pedro Canário
- São Mateus

- Datos: Q2667154